# 糸魚川市立糸魚川東中学校
糸魚川市立糸魚川東中学校（いといがわしりついといがわひがしちゅうがっこう）は、新潟県糸魚川市にある公立中学校である。

## 沿革
- 1995年：糸魚川第二中学校、下早川中学校、上早川中学校（いずれも糸魚川市立）の3校が統合し開校[1]（同年4月6日に開校式を挙行[2]）。
- 2017年6月7日 - 2018年10月9日：グラウンド改修工事を実施[3]。

## 部活動
出典→
- 陸上・スキー部
- 野球部
- 男子バスケットボール部
- 女子バスケットボール部
- 吹奏楽部
- 特設駅伝部